# Данку (Молдова)
Данку (рум. Dancu) — село у Гинчештському районі Молдови. Утворює окрему комуну.

## Населення
За даними перепису населення 2004 року у селі проживали 1605 осіб.
Національний склад населення села:
| Національність   | Кількість осіб | Відсоток   |
| ---------------- | -------------- | ---------- |
| молдавани румуни | 1470 20        | 91,6% 1,2% |
| українці         | 110            | 6,9%       |
| росіяни          | 4              | 0,2%       |
| болгари          | 1              | 0,1%       |
| Всього           | 1605           | 100%       |